# Comuna Nove Selo, Horodok
Nove Selo (în ucraineană Нове Село) este o comună în raionul Horodok, regiunea Liov, Ucraina, formată din satele Berezeț și Nove Selo (reședința).

## Demografie
Componența lingvistică a comunei Nove Selo
     Ucraineană (99,64%)
     Alte limbi (0,36%)
Conform recensământului din 2001, majoritatea populației comunei Nove Selo era vorbitoare de ucraineană (99,64%), existând în minoritate și vorbitori de alte limbi.